# История Ульяновской области

Герб Ульяновской области.

Ульяновская область — российский регион в Среднем Поволжье.
Заселение Среднего Поволжья людьми по данным археологической науки произошло в эпоху палеолита, о чём свидетельствуют отдельные стоянки и местонахождения орудий из камня и кости,обнаруженные на одной полуострове Тунгуз в устье реки Черемшан, на побережье Волги в районе Ундоровского курорта.
Эпоха керамического неолита на территории области представлена елшанской культурой, которую исследователи связывают с миграцией племен из Средней Азии.
Бронзовый век представлен артефактами срубной культуры. Железный век — ананьинской культурой.

## Именьковская культура
В III—VII веках на территории Ульяновской области расселяются племена именьковской культуры. Важную роль в хозяйстве именьковцев играл промысел осетровых. Заметным артефактом именьковской культуры является укрепленный земледельческий «Чёртов городок» в Старомайнском районе. С третьей четверти VI века в Среднее Поволжье проникают отдельные группы кочевого населения из Северного  Причерноморья и Северного Кавказа, которые на протяжении VII века вступали в контакт с населением  именьковской культуры. Этим, видимо, объясняется появление обряда ингумации в именьковских могильниках, где ранее безраздельно господствовал обряд кремации. В конце VII века переселение степных кочевников в Среднее Поволжье приобретает более массовый характер. В Шиловском могильнике в Сенгелейском районе найдены монеты второй половины VII века.
По пришествии в Среднее Поволжье булгар, во второй половине VII века, памятники именьковцев исчезают. Считается, что часть именьковцев растворилась в булгарах, часть ушла на запад в междуречье Днепра и Дона, основав волынцевскую культуру и, смешавшись с существовавшими там колочинской и пеньковской культурами, стали прародителями Киевской Руси.

## Булгаро-татарский период
В VIII — IX веках Ульяновское Поволжье вошло в состав ранней Волжской Булгарии как союза кочевых тюркоязычных и оседлых угро-финских племён. На территории Матвеевского сельского поселения восточнее села Кокрять находилось булгарское Кокрятское городище, разорённое монголо-татарами в 1236 году. На территории городища были найдены каменный жернов, железные наконечники стрел, бронзовые браслеты.
На левой стороне Волги находились ряд городищ, в том числе Пальцинское городище, а на правой стороне — Красносюндюковское I городище, Красносюндюковское II городище, Мошково городище и другие.
Во второй половине IX века по Волге проходил Волжский торговый путь.
В конце XIV — начале XV века после опустошительного набега среднеазиатского правителя Тамерлана началось запустение территории ульяновского Поволжья. См. статью: Битва на реке Кондурче.
С конца 30-х годов XV века край вошёл в состав Казанского ханства. После уничтожения Казанского ханства войсками Ивана IV Грозного территория будущего Симбирского края стало постепенно заселятся русскими и мордвой, некоторые из которых смешались с местными татарами.

## Симбирская черта
В конце 40-х годов XVII века под общим руководством стольника Богдана Хитрово началось строительство Карсунско-Симбирской засечной черты (1647—1654 годы). В 1648 году по указу царя Алексея Михайловича была основана крепость Синбирск (с 1780 года — Симбирск), с целью защиты восточных границ Русского царства от набега кочевых племён. Первым воеводой был Иван Богданович Камынин, затем (с 5 марта 1665 по 7 февраля 1670 года) — Иван Иванович Дашков (переведённый из Алатыря). После назначения Дашкова в Разбойный приказ на воеводство был поставлен Иван Богданович Милославский. Опорой русской колонизации стали окруженные частоколом остроги (Майнский городок). Край начал заселяться нижегородской мордвой.

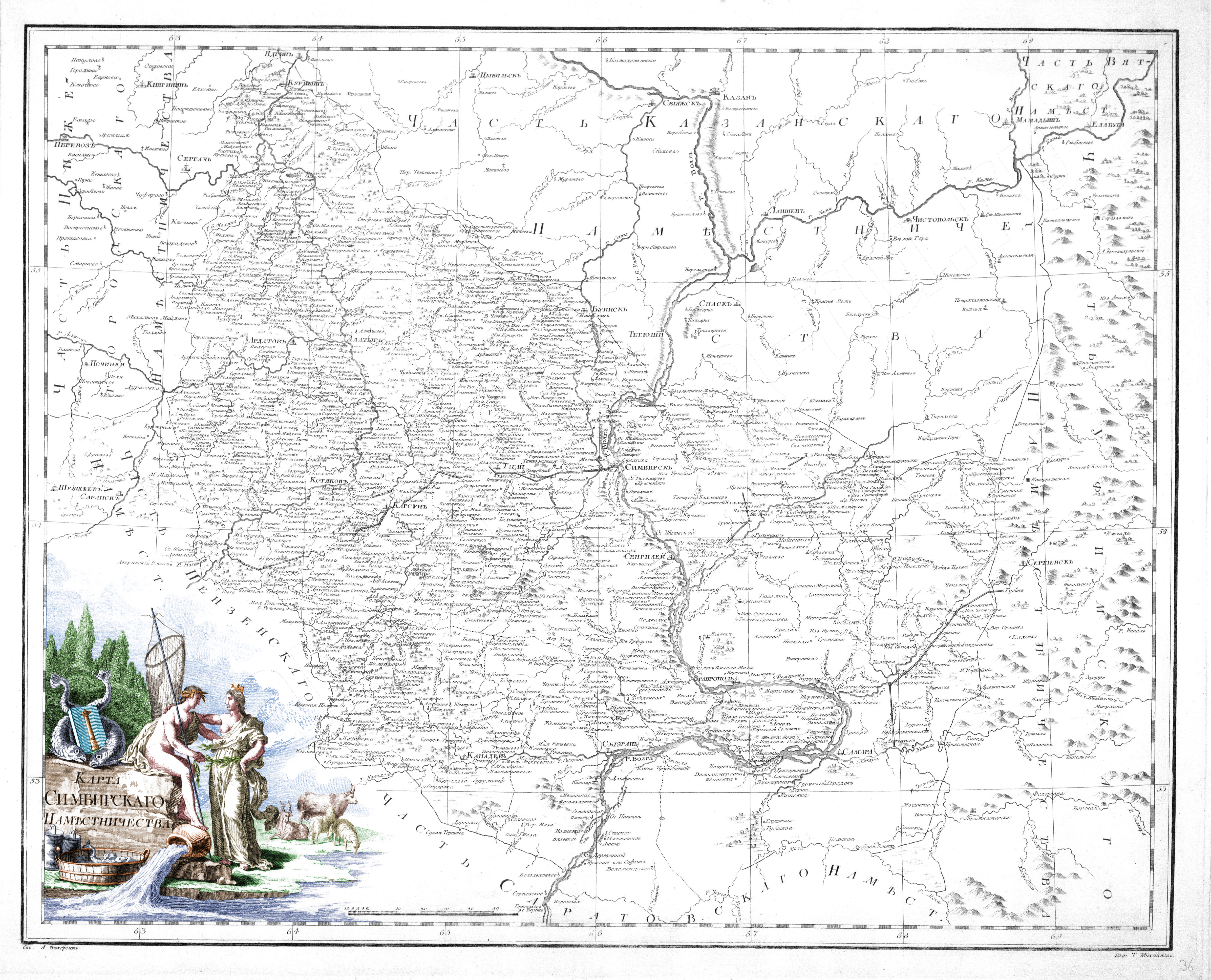
Карта Симбирского Наместничества 1780 года

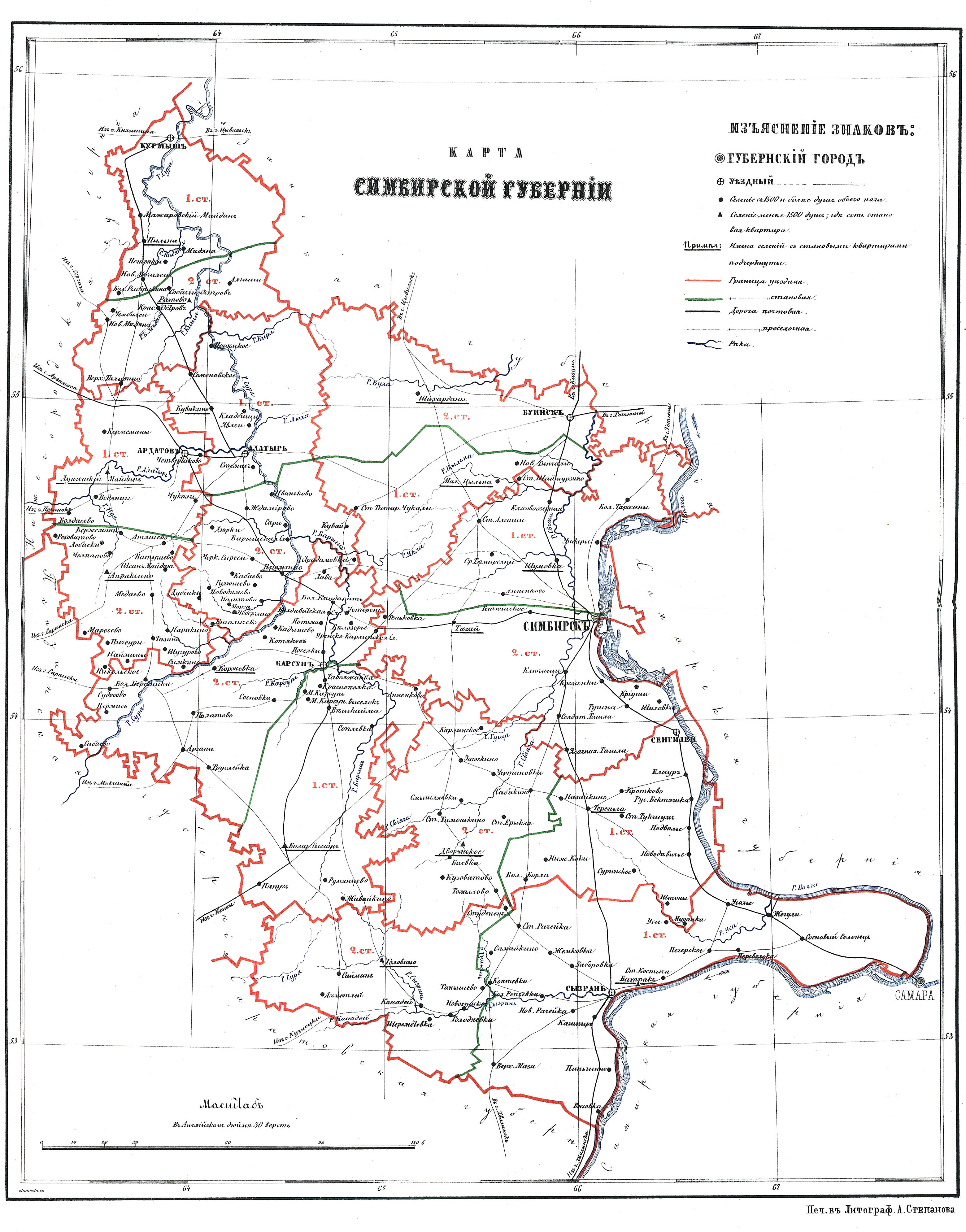
Карта Симбирской губернии 1859 года

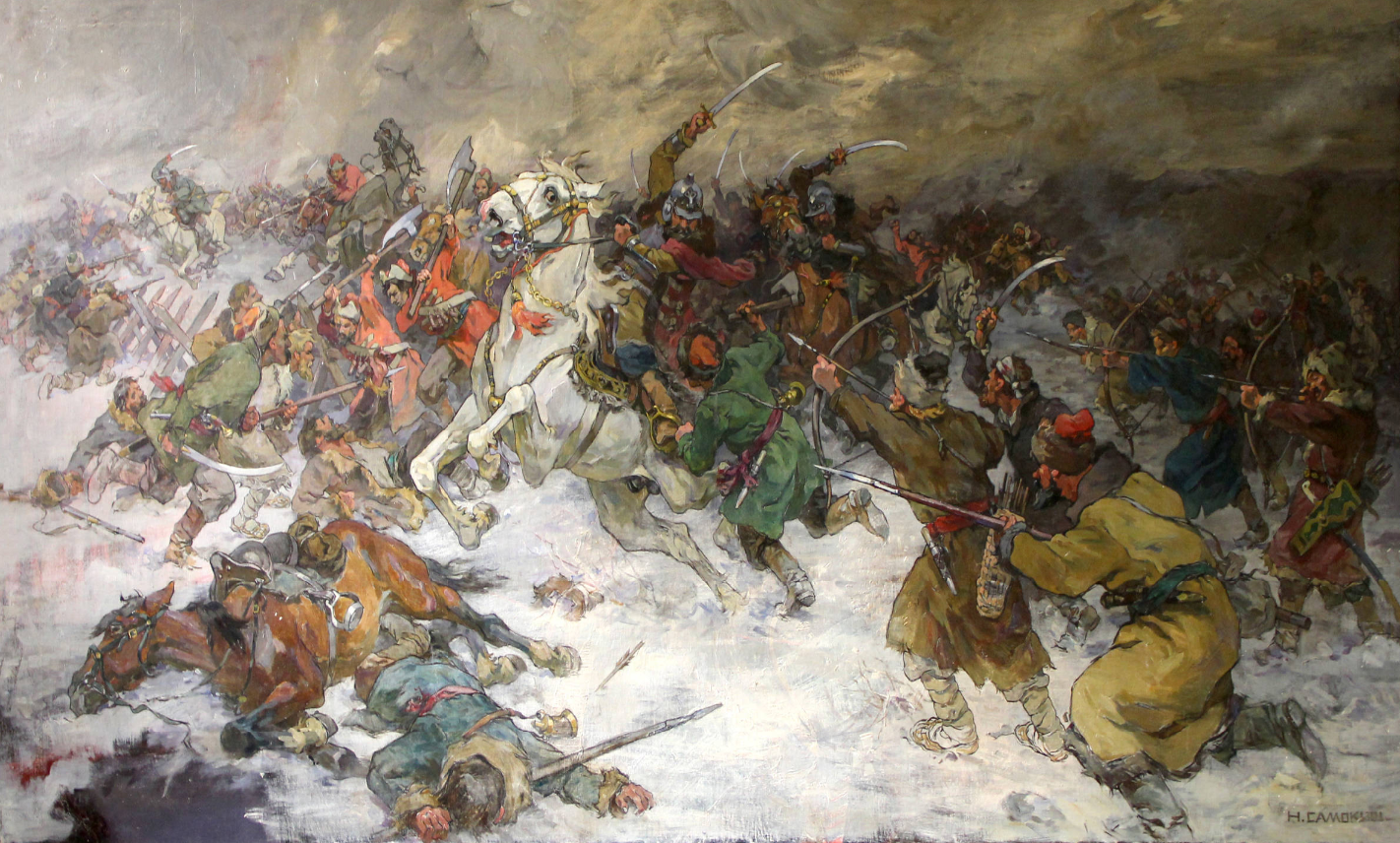
Самокиш, Николай Семёнович — Бой разинцев с правительственными войсками.

В 1670 году Синбирску пришлось выдержать осаду войск руководимых Степаном Разиным. См. статьи: Битва под Симбирском и Битва на реке Кандарать
При первом разделении России на губернии в 1708 году территория вошла в состав Казанской губернии.

## Симбирская провинция

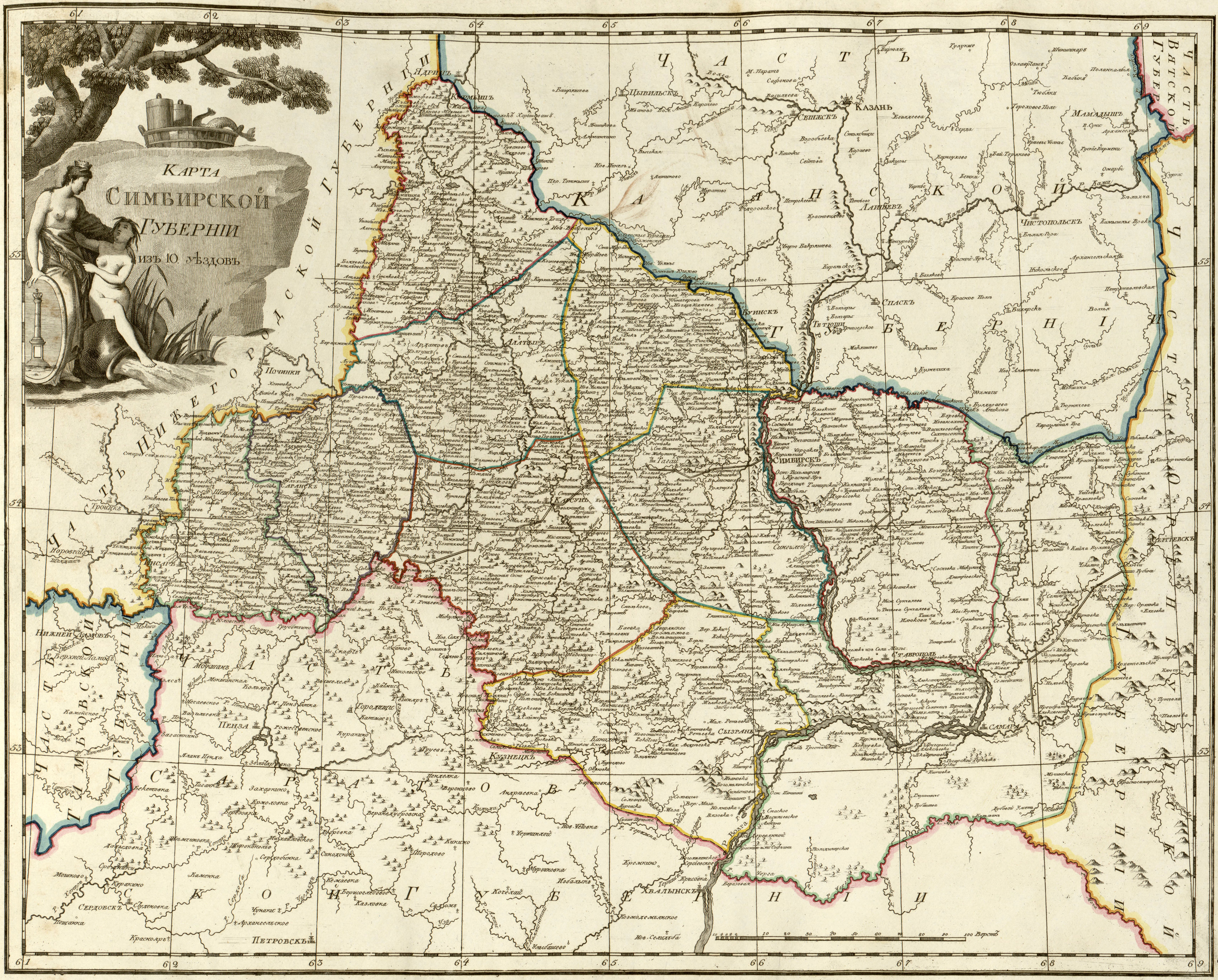
Карта Симбирской губернии (1800).

В XVIII веке в связи с расширением территории русского государства, в частности, в восточном направлении, интенсивно стали осваиваться и заселяться южные районы нынешней территории Ульяновской области, а сам Симбирск стал терять военно-стратегическое значение и превратился в административный центр Симбирской провинции Казанской губернии.
В 1767 году Старую Майну, Головкино и Симбирск посетила императрица Екатерина II.
В 1768 году Симбирскую провинцию исследовал путешественник Паллас Пётр Симон.
В 1774 году в Симбирск доставили пленного Емельяна Пугачёва и допрашивали его со 2 по 6 октября. На его допрос в Симбирск лично прибыл Суворов Александр Васильевич. 26 октября Пугачёв был отправлен из Симбирска в Москву.

## Симбирское наместничество
Основная статья: Симбирское наместничество
В 1780 году было образовано Симбирское наместничество в составе 13 уездов.

## Симбирская губерния
В 1796 году наместничество преобразовано в Симбирскую губернию.
24 июня 1812 года началась Отечественная война. Для войны с французами 24 июля 1812 года было начато формирование Симбирского народного ополчения, которое вошло в III округ (Поволжское ополчение) под начальством генерал-лейтенанта Толстого, Петра Александровича. Симбирское ополчение возглавил Тенишев, Дмитрий Васильевич, которое включало: один конный полк (сформирован в Карсуне) — штабс-ротмистр Д. А. Третьяков и четыре пеших полков (1-й сформирован в Алатыре, 2-й — в Ставрополе, 3-й — в Сенгилее, 4-й — в Симбирске) — генерал-майор А. М. Оболенский, полковник И. И. Самойлов, капитан Н. С. Топорнин, капитан 2-го ранга С. Ф. Филатов. Кроме этого, на войну с французами, был направлен Ставропольский калмыцкий полк.
В Симбирске осенью 1833 года проездом в Оренбург останавливался великий русский поэт Александр Сергеевич Пушкин.
В 1850 году два заволжских уезда: Ставропольский, Самарский и часть Сызранского, отошли в состав новообразованной Самарской губернии.
На протяжении всего XIX века и до революции в городе действовала ежегодная Сборная ярмарка, одна из крупнейших в Поволжье, её оборот в некоторые годы достигал 10 миллионов рублей. Привозили купцы в Симбирск мануфактурные товары, кожи, шерсть, лошадей, а вывозили хлеб и фрукты.
В 1864 году, 13 августа произошёл страшный пожар в Симбирске, который продолжался 9 дней. От города уцелела его четвёртая часть. Здание дворянского собрания и Карамзинская библиотека в нём, Спасский монастырь, 12 церквей, почтамт, все лучшие частные строения сгорели.
В Симбирске, 22 апреля 1870 года, на улице Стрелецкой, родился вождь мировой революции Владимир Ленин.
Симбирская губерния была в числе 17 регионов, признанных серьёзно пострадавшими, во время голода 1891—1892 годов.
Советская власть в Симбирской губернии была установлена через полтора месяца после Октябрьской революции — 10 декабря 1917 года.
В мае 1918 года на Урале и Поволжье вспыхнуло Восстание Чехословацкого корпуса, благодаря которому в Самаре образовалось правительство КОМУЧ, которое отстаивало идеи Февральской революции (учредительное собрание и ориентация на Антанту), но было против Октябрьской революции и большевиков.
22 июля 1918 года Симбирск был захвачен отрядом КОМУЧа под руководством генерала Каппеля (500 человек). Но уже 12 сентября отбит большевиками, в результате чего в городе была восстановлена советская власть. Непосредственно взят «Железной дивизией», которую возглавлял красный комдив Гай.
B Симбирске некоторое время располагался штаб и Реввоенсовет Восточного фронта. Важное значение в обеспечении Красной армии боеприпасами играл Симбирский патронный завод.
В 1924 году 9 мая Симбирск в память об уроженце города Владимире Ульянове (Ленине) переименован в Улья́новск, а губерния — в Ульяновскую.
6 января 1926 года решением Самарского губисполкома Мелекесский уезд был передан Ульяновской губернии, однако, по всей видимости, данное решение не было реализовано — в частности, в Постановлениях Президиума ВЦИК от 23.01.1928 (об изменении границ между Автономной Татарской ССР и Самарской губернией) и от 16.07.1928 (о составе округов, районов и их центрах Средне-Волжской области) Мелекесский уезд по-прежнему упоминается как часть Самарской губернии.

## Ульяновский округ
Основная статья: Ульяновский округ

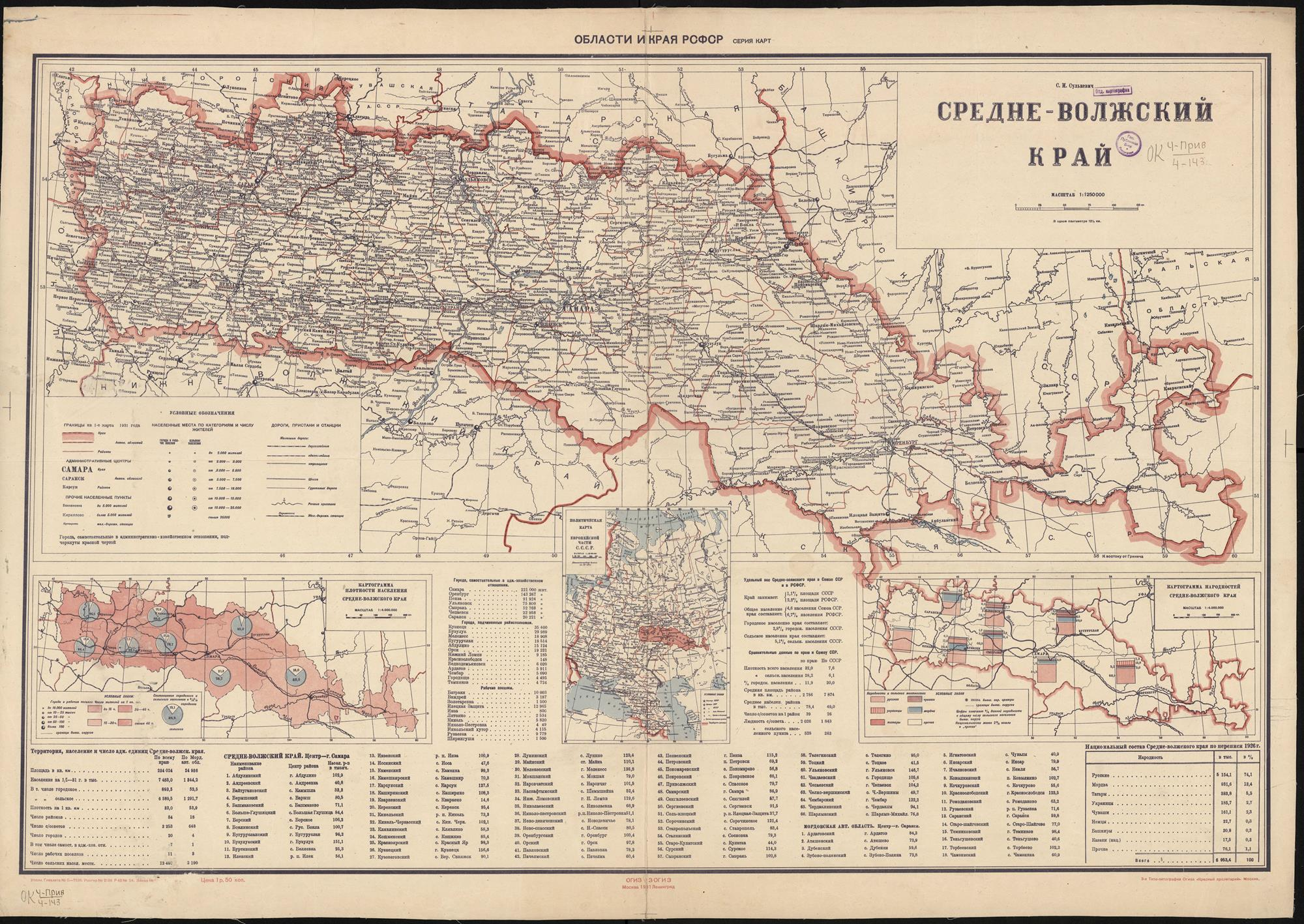
Карта Средневолжского края, 1931 год.

14 мая 1928 года Ульяновская губерния РСФСР упраздняется, а образуется Ульяновский округ, который вошёл в состав новообразованной Средне-Волжской области (с 1929 года — Средне-Волжский край; с 1935 года — Куйбышевский край; с 1936 года — Куйбышевская область).
30 июля 1930 года Ульяновский округ был упразднен, а районы вошли в прямое подчинение Средне-Волжского края (центр — г. Самара).
С началом Великой Отечественной войны в Ульяновск, находившийся в тылу, эвакуируются предприятия, учреждения, население из западных регионов страны, из Москвы и Ленинграда. Ульяновский автомобильный завод возник в 1941 году на базе эвакуированного московского ЗИЛа. Здесь создана серия автомобилей УАЗ высокой проходимости грузоподъёмностью 0,8 т. Почти 30 % продукции завода идёт на экспорт. Осенью 1941 года на территории Сурского района, была сооружена часть Сурского рубежа обороны. Осенью 1941 года в пос. Майна эвакуирован Брянская военная школа лётчиков первоначального обучения (ШМАС). А с октября 1941 года началось строительство, в окрестностях Майны, оборонительной линии Ульяновск — Сызрань, названный Куйбышевским оборонительным рубежом . В 1942 году в районах будущей области была построена Волжская рокада. В апреле 1942 года, для прикрытия воздушного пространства от противника охраны промышленных и правительственных объектов, на аэродроме Сызрань, был сформирован 802-й истребительный авиационный полк ПВО. И хотя в районах будущей области не было боевых действий, но вражеские бомбардировщики пытались взорвать жизненно необходимые объекты прифронтовой зоны. Так в Павловском районе в октябре 1942 года в районе Баклушинского сельского поселения немецкий бомбардировщик был протаранен истребителем Шутова Н. Ф.

## Ульяновская область
19 января 1943 года из ряда районов Куйбышевской и Пензенской областей образована Ульяновская область.
В апреле 1943 года германская военная разведка «абвер» провела операцию «Волжский вал», забросив шесть разведывательно-диверсионных групп на территорию Ульяновской области.
В начале 1950-х годов, при создании Куйбышевского водохранилища, были затоплены тысячи гектаров плодородных земель, а жители десятков сёл и деревень вынуждены были переселятся на другие места проживания.

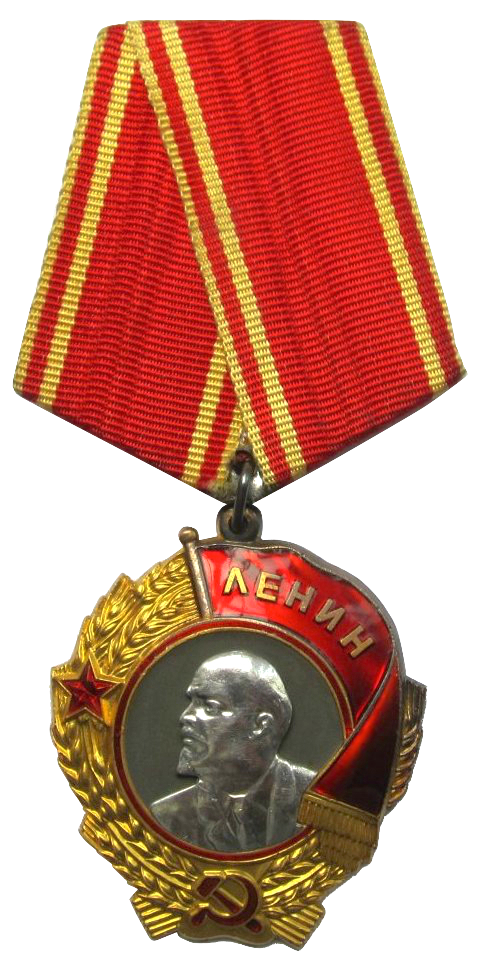
Орденом Ленина область была награждена 20 апреля 1966 года.

В 1950—1960-х годах в Ульяновской области были созданы новые промышленные предприятия (завод тяжелых и уникальных станков (УЗТС) ныне ССЗ), механический завод, Димитровградский научно-исследовательский институт атомных реакторов (НИИАР) и др.). К железнодорожному «Императорскому мосту» через Волгу, построенному при содействии Петра Аркадьевича Столыпина и открытого 5 октября 1916 года, был пристроен автомобильный мост. Был построен аэропорт в Ульяновске.
20 апреля 1966 года Указом № 4724-VI Президиума Верховного Совета СССР «за достигнутые успехи в развитии народного хозяйства» Ульяновская область была награждена орденом Ленина.
В мае 1967 года совхоз имени Крупской (ныне п. Новосёлки) был награждён орденом Ленина, а также, повторно, переходящим Красным Знаменем Совета Министров РСФСР и ВЦСПС.
В 1970 году Леонид Брежнев торжественно открыл Ленинский мемориал.
В 1971 году Указом Президиума Верховного Совета, Совета Министров СССР, ВЦСПС, за большие производственные успехи, учебно-опытное хозяйство (Учхоз УСХИ, ныне п. Октябрьский) было награждено орденом «Знак Почёта».
В 1971 году совхоз «Старомайнский» (ныне с. Прибрежное) за большие производственные успехи награждён орденом Ленина.
В 1971 году, Указом Президиума Верховного Совета СССР, колхоз «Маяк революции» Мелекесского района (ныне с. Александровка) награждён орденом Октябрьской Революции.
В 1981 году, Указом Президиума Верховного Совета СССР, колхоз имени А. А. Жданова (ныне с. Бекетовка (Вешкаймский район)) награждён орденом Трудового Красного Знамени.
11 июня 1982 года Указом Президиума Верховного Совета СССР «за успехи, достигнутые трудящимися города в хозяйственном и культурном строительстве и отмечая их вклад в укрепление интернациональных связей» Димитровград был награждён орденом Дружбы народов.
Президентский мост — совмещенный металлический двухъярусный балочный мост через реку Волгу (Куйбышевское водохранилище) начал строиться в 1986 году. Официальная церемония открытия первой очереди моста состоялось 24 ноября 2009 года. В ней приняли участие президент России Д. А. Медведев и президент Азербайджана И. Алиев.
12 февраля 2021 года Распоряжением Правительства Российской Федерации № 316-р в Старомайнском районе был образован новый населённый пункт — село Успенское.